# Apostrof
Apostrof (gr. ἀπόστροφος apóstrophos) – znak pisarski w kształcie przecinka, umieszczany we frakcji górnej:
 ’ . W ortografii polskiej służy do oznaczenia, że litera (najczęściej samogłoska) występująca przed nim jest niewymawiana. Np. w przypadku nazwiska Morse [mɔːs] ostatnia litera e nie jest wymawiana; w celu jego odmiany należy użyć apostrofu: alfabet Morse’a. Służy też często jako oznaczenie zwarcia krtaniowego w transkrypcji różnych języków (np. arabskiego). Ponadto jest stosowany jako znak zamykający cudzysłów definicyjny lub zagnieżdżony.
W normatywnej ortografii języka polskiego apostrofu nie używa się przy odmianie skrótowców – przykładowo, pisownia DJ’a jest niezgodna z normą pisowni; w poprawnym zapisie używa się łącznika: DJ-a.

## Znaki apostrofu poprawne typograficznie
Poprawny z punktu widzenia typografii apostrof to  ’  (Unikod: U+2019). We współczesnych krojach pisma jego kształt jest generalnie identyczny ze znakiem przecinka, natomiast w niektórych krojach historycznych może być lekko ściśnięty w pionie. Za pomocą klawiatury można wpisać poprawny typograficznie apostrof pod Windows przez kombinację klawiszy Alt+0146, pod systemem operacyjnym Mac OS X przy polskim układzie klawiatury Alt+[. Niektóre aplikacje pozwalają na wpisanie apostrofu, wprowadzając cyfry dziesiętne Unikodu np. Alt+8217, inne – z użyciem kodu szesnastkowego przez wpisanie 2019, a następnie naciśnięcie jednocześnie Alt+X, gdy kursor wciąż stoi bezpośrednio za wpisaną liczbą.
Znak zastępczy  '  to prosta, pionowa kreseczka we frakcji górnej, kodowana jako U+0027. Znak ten jest bezpośrednio dostępny z klawiatury zgodnej z PC – klawisz wspólny z cudzysłowem prostym  " .
| Znak | Unicode | Kod HTML                         | Nazwa unikodowa             | Nazwa polska                                                                    |
| ---- | ------- | -------------------------------- | --------------------------- | ------------------------------------------------------------------------------- |
| ’    | U+2019  | &rsquo; lub &#x2019; lub &#8217; | RIGHT SINGLE QUOTATION MARK | Poprawny typograficznie apostrof i typograficzny zamykający cudzysłów brytyjski |
| '    | U+0027  | &apos; lub &#x27; lub &#39;      | APOSTROPHE                  | Zastępczy znak apostrofu i pojedynczego cudzysłowu                              |

## Znaki zastępcze apostrofu niepoprawne typograficznie
Akcent silny, ostry, akut:  ´  (U+00B4) jest często używanym znakiem zastępczym, ponieważ w wielu krojach czcionek znaki te są bardzo zbliżone.
Również inne znaki z racji podobieństwa stwarzają niebezpieczeństwo pomyłki:
- akcent słaby, ciężki, grawis:  `  (U+0060);
- typograficzny pojedynczy cudzysłów otwierający stosowany np. w typografii brytyjskiej:  ‘  (U+2018);
- innym podobnym znakiem używanym w matematyce jest prim:  ′  (U+2032).

## Zestawienie znaków podobnych do apostrofu
| Znak | Unicode | Kod HTML                         | Nazwa unikodowa            | Nazwa polska                                                                     |
| ---- | ------- | -------------------------------- | -------------------------- | -------------------------------------------------------------------------------- |
| ´    | U+00B4  | &acute; lub &#xB4; lub &#180;    | ACUTE ACCENT               | Akcent silny (kreska nad literą), inaczej akcent ostry                           |
| `    | U+0060  | &#x60; lub &#96;                 | GRAVE ACCENT               | Akcent słaby (grawis)                                                            |
| ‘    | U+2018  | &lsquo; lub &#x2018; lub &#8216; | LEFT SINGLE QUOTATION MARK | Typograficzny otwierający cudzysłów brytyjski, otwierający cudzysłów definicyjny |
| ′    | U+2032  | &prime; lub &#x2032; lub &#8242; | PRIME                      | Prim, klin, znak stopy, znak minuty                                              |
| ΄    | U+0384  | &#x0384; lub &#900;              | GREEK TONOS                | Grecki tonos                                                                     |